# Новый Бурнак
Новый Бурнак — деревня в Кизнерском районе Удмуртской республики.

## География
Находится в юго-западной части Удмуртии на расстоянии приблизительно 35 км на север-северо-запад по прямой от районного центра поселка Кизнер.

## История
Татарская деревня основана в 1925 году переселенцами из д. Бурнак Балтасинского района Татарстана. В деревне работал колхоз имени Тельмана, впоследствии после укрупнения колхозов было производственное подразделение Муркозь-Омгинского колхоза. До 2021 года входила в состав Муркозь-Омгинского сельского поселения.

## Население
Постоянное население составляло 136 человек в 2002 году (татары 98 %), 99 в 2012.